# Yukari Kinga
Yukari Kinga, född 2 maj 1984 i Yokohama i Japan, är en japansk fotbollsspelare som tog OS-silver i damfotbollsturneringen vid de olympiska fotbollsturneringarna 2012 i London.